# Stazione di Arcisate
Stazione di Arcisate vasútállomás Olaszországban, Lombardia régióban, Arcisate településen.

## Vasútvonalak
Az állomást az alábbi vasútvonalak érintik:
- Stabio/Porto Ceresio–Milánó-vasútvonal

## Kapcsolódó állomások
A vasútállomáshoz az alábbi állomások vannak a legközelebb:
- Stazione di Induno Olona (Stazione di Milano Centrale, Stabio/Porto Ceresio–Milánó-vasútvonal)
- Stazione di Bisuschio-Viggiù (Stazione di Porto Ceresio, Stabio/Porto Ceresio–Milánó-vasútvonal)